# Лопуховка (Бессоновский район)
Лопуховка — село в Бессоновском районе Пензенской области России. Входит в состав Сосновского сельсовета.

## География
Село находится в центральной части Пензенской области, в пределах западных склонов Приволжской возвышенности, в лесостепной зоне, на берегах реки Вяди, на расстоянии примерно 17 километров (по прямой) к востоку от села Бессоновки, административного центра района. Абсолютная высота — 176 метров над уровнем моря.
Климат
Климат характеризуется как умеренно континентальный, с жарким летом и холодной продолжительной зимой. Средняя температура воздуха самого холодного месяца (января) составляет −12 °C; самого тёплого месяца (июля) — 20 °C. Годовое количество атмосферных осадков составляет около 500 мм. Снежный покров держится в среднем в течение 148 дней в году.

## История
Основано в начале XVIII века. В 1748 году населённый пункт упоминается как село Никольское, Лопуховка тож, во владении Федора Аврамовича Лопухина (311 ревизских душ). По данным на 1782 год село Успенское, Лопуховка тож входило в состав Городищенского уезда. Имелось: 119 дворов, деревянный храм во имя Успения Пресвятой Богородицы и деревянный господский дом. Находилось в собственности Егора Гавриловича Ермолаева.
По состоянию на 1911 год Лопуховка являлась центром Лопуховской волости Городищенского уезда. Имелись одна крестьянская община, 228 дворов, церковь, церковно-приходская школа, кредитное товарищество, мельница с нефтяным двигателем, водяная мельница, три кузницы и пять лавок.
Согласно данным на 1930 год являлась центром сельсовета Пензенского района. В 1955 году в Лопуховке, входившей в состав Мертовщинского сельсовета, находилась центральная усадьба колхоза «Луч Октября».

## Население
| 1748 | 1782 | 1864 | 1877 | 1911  | 1926  | 1930  |
| ---- | ---- | ---- | ---- | ----- | ----- | ----- |
| 622  | ↗899 | ↘788 | ↗836 | ↗1379 | ↗1573 | ↘1354 |
| 1959 | 1979 | 1989 | 1996 | 2002  | 2010  |       |
| ↘836 | ↘768 | ↗828 | ↘802 | ↘768  | ↗887  |       |

Половой состав
По данным Всероссийской переписи населения 2010 года в гендерной структуре населения мужчины составляли 46,6 %, женщины — соответственно 53,4 %.
Национальный состав
Согласно результатам переписи 2002 года, в национальной структуре населения русские составляли 86 % из 768 чел.
Согласно переписи 2010 года русских 83 %, мордвы — 12 %.

## Инфраструктура
Действуют фельдшерско-акушерский пункт и библиотека.

## Улицы
Уличная сеть села состоит из одиннадцати улиц.